# 十二表法
十二表法（じゅうにひょうほう、Lex Duodecim Tabularum）は、古代ローマにおいて初めて定められた成文法。名前は12枚の銅版に記されたとする伝承に由来する。十二銅板法とも呼ばれる。

## 制定の経緯
伝承によれば、十二表法の制定以前のローマにおいては法知識はパトリキ（貴族）に独占されており、そのことに対するプレブス（平民）の不満は強かった。プレブスの強まる成文法への要求に対しパトリキ側もその作成を約束し、ギリシアのアテナイに使節を派遣しローマの成文法の参考とした。
ティトゥス・リウィウスによれば、紀元前486年の土地分配法提出以降、毎年のように護民官の提出するプレブスの権利拡大や、パトリキの権限制限を狙った法案を巡って争いが起きており、その妥結点として、パトリキとプレブス双方から責任者を選出して新しい法を定める事が提案され、責任者についてはひとまず置き、ソロンの法や社会制度の研究のため紀元前454年に使節が派遣されたという。
成文法の作成はローマの最高の権限を与えられたアッピウス・クラウディウスら十人委員会が担当し、その間は執政官や護民官といった通常の高位官職は停止された。紀元前451年にまず十表の法が制定され、その翌年に第二次十人委員会によって二表が追加された。
こうして制定された法は十二の銅板（異説あり）に刻んで公布されたとされ、この銅版はフォルム・ロマヌムにおかれたとされる。十二表法はローマ人の教養として、父から子供への初等教育として教えられたり、暗唱させられることもあったといい、紀元前387年のガリア人の襲来によって十二枚の銅版は失われたとされるものの、様々な著作に残る断片の引用からその内容はほぼ完全なかたちで復元されている。
十二表法にはパトリキとプレブスとの通婚の禁止などパトリキ側に立った法も含まれていたものの、成文法が制定されたことで法知識がプレブスにも共有されるようになり、パトリキの恣意的な法運用は難しくなった。この点で、紀元前5世紀に始まるローマの身分闘争における重要な画期とされる。なおパトリキとプレブスとの結婚は紀元前445年に制定されたカヌレイウス法によって認められた。
十二表法はアテナイから法知識を学んで作成されたといわれるが、その内容にはアテナイではソロンによって債務奴隷は禁止されていたにもかかわらず、債務が返済不能になった者が債務奴隷となる規定があるなど、その真偽は定かではない。
十二表法の理念は原則的にはローマ帝国期にまで引き継がれたといわれている。十二表法は体系的なものではなく、既存の慣習法を再編成して法律形態にしたものであると言われている。また、民事法と刑事法の不徹底、私的復讐論理の存続、農業社会の特徴として土地所有者（特にパトリキ）に有利な土地法制、法の前の平等を掲げながらもその複雑な体系ゆえに学習・精通出来る余裕がある者が限られる点（結果的に時間的・経済的余裕のあるパトリキに有利に働く）などの問題点も存在していた。

## 十二表法の内容（抜粋）
法の内容は多岐に渡っており、分類すると、民事訴訟、債務、家族、相続、財産、不動産、葬儀、結婚、不法行為、犯罪などに関する法や規則が定められている。

### 第1表
- 裁判に出頭を求められた者は出頭しなくてはならない。彼が出頭しない場合、彼を訴えた者は証人を呼ばなければならない。そうした手続きを踏んだのちそれでも出頭しなければ、訴えた者は彼を捕らえることができる。

- 出頭を求められた者が逃げたり、無視した場合、彼を捕らえることができる。もし病気や老齢により出頭が困難である場合は、彼に馬車が用意されること。彼が望まなければ、幌で覆われている必要はない。

- 土地所有者の債務保証人には土地所有者がなること。無産者（プロレタリアート）の債務保証人にはすべての市民がなることができる。

- 裁判の当事者達が合意に達したときは、それを宣言すること。合意しない場合は、午前中にフォルムでそれぞれの言い分を主張すること。当事者本人同士が論じ合うこと。午後になってから法務官が判決を下す。当事者の両方とも出席している場合、裁判は日没で終了すること。

### 第2表
- 重病、外国人と会合の約束をしている日があるなどの事情が法務官または裁判の関係者に起きた場合、その日の裁判は終了することができる。

- 証言を求められた人が裁判に出てこない場合、証言を求めた人はその人の家の前で3日おきに彼を呼び出すために叫んでもよい。

### 第3表
- 債務を認めた者または返済するようにという判決を受けた者は、30日以内に支払わなければならない。そうした手続きを経ても返済しない場合、債権者はその人を捕まえて、裁判に連れてくることができる。

- 債務者が判決に同意せず、かつ債務者の債務保証人がいない場合、債権者は債務者に15ポンドの木か鎖を取り付けて、行動を制限してもよい。15ポンドより重いものを取り付けてはならないが、債権者が望めばそれより軽くてもよい。債務者は彼が望む場所に住んでよい。債務者が生計を立てられない場合、債権者は1日に1ポンドの小麦を彼に与えなければならない。債権者が望むならばそれ以上与えてもよい。

- 3回目に市場が開く日、債権者達は債務者の体を切り刻むことができる。彼らが債権に相当する以上を切り取ったとしても、罪には問われない。

- 財産の所有権は、外国人に対して、永久に有効である。

### 第4表
- 明らかに醜い子は殺さなければならない。

- 父親が息子を奴隷として3度売った場合、息子は父親から自由になる。

### 第5表
- 相続人のいない人が遺言なく死去した場合、父方の親族の中で最も血縁の近い者が相続すること。そのような該当者がいない場合、彼の氏族が相続すること。

- ある人の気が狂ってしまった場合、その人の財産に対しては父方の親族の中で最も血縁の近い者が権利を有する。

### 第6表
- 証文や財産の譲渡証書を作成し、それを口頭で宣言した時から、それらは有効となる。

- 建物や葡萄園の梁を移動してはならない

### 第7表
- 道を作り、それが荒れてしまった場合、通行人はそこで自由に家畜を放すことができる。

- 雨水によって損害を与えた場合、雨水を流出させた人は判決に従ってそれを修復しなければならない。

- 樹木が隣人の土地に張り出した場合、樹木の所有者によって切除されないならば、その樹木の切断が許される。

- 他人の土地に落下した果実の収拾は許される。

### 第8表
- 他人に対して障害が残るような怪我を負わせ、その人と和解していない場合、怪我を負わせた人に対する同じ程度の復讐が許される。
- 手または棒によって他人の骨を折った者は、300セステルスを支払わねばならない、奴隷の場合は150セステルス。他人を侮辱した場合は、25セステルスを支払うこと。

- 平民を保護する貴族(パトロン)がその平民をだました場合、その者は法の保護から除外される。

- 証言を求められて裁判に出席した人が証言をしない場合、その人は不名誉に値し、以降、証言者の資格が無いものとする。

- 何かを狙うわけでもなく武器を投げた者は、雄羊1頭を支払うこと。
- 夜中に窃盗がなされたときには、犯人を殺害しても合法である。日中に窃盗がなされたときには、犯人が武器を持っていなければ殺害することは禁止される。犯人が抵抗したならば大声を発し、他の者が来るようにする。

### 第9表
- 法務官や法に則って選ばれた裁定者が賄賂を受け取っていたことが発覚した場合、その者は死刑にする。

- 国に対する反逆：外国人を扇動したり、市民を他国に譲り渡す者は死刑にする。

- 誰であれ、有罪の判決を受けていない者を死刑にすることを禁止する。

### 第10表
- 市内で死体を焼いたり、埋葬したりしてはいけない。

- 王冠を入手し、それを頭に載せても罪にはならない

- 火葬の際に金を燃やしてはいけない。ただし歯と金がくっついており、彼とともに火葬または埋葬される場合は罪にならない。

### 第11表
- プレブスとパトリキとの間の結婚は禁止する。

- 兵役に就いている者は訓練が終了するまで結婚してはならない。

### 第12表
- 奴隷が盗みや他人に損害を与える行為に関与し、それを主人が関知していた場合でも、主人は奴隷の行為に対する復讐からは免れることとする。

- 裁判が既に開始されているときに、その裁判で争点となっている当の財産を神にささげないこと。もしそうした場合、その者は罰としてその2倍の価値を支払うこと。

- 制定したのが誰であろうと、制定された法の法的拘束力は有効である。